# Magyar Szabadság érdemrend

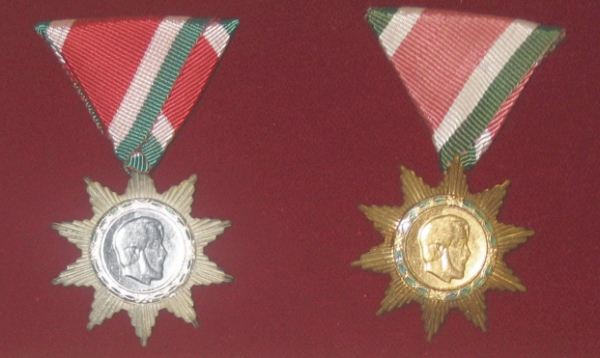
Magyar Szabadság érdemrend ezüst és bronz fokozata

A Magyar Szabadság érdemrend magas magyar állami kitüntetés volt a második világháború, illetve az 1956-os forradalom utáni években.
Az érdemrendet a Nemzetgyűlés alapította 1946. május 10-én a honvédelmi miniszter előterjesztésére az 1946. évi VIII. törvényben: „1. § (1) A független és demokratikus Magyarország megszületéséért és megerősítéséért, valamint általában a szabadságért és a demokráciáért folytatott küzdelemben kimagasló polgári vagy katonai érdemeket szerzett szabadságharcosok megjutalmazására magyar és külföldi állampolgárságú polgári és katonai személyeknek adományozható »Magyar Szabadság Érdemrend« alapíttatik.” Ezt a törvényt az 1948. évi III. törvény később kiegészítette.
Két fokozata volt. Összesen 3978-at adtak ki belőle (volt, aki az ezüst és a bronz fokozatot is megkapta).
A kitüntetettek első csoportja, mintegy 500 fő az ellenállási és a partizánmozgalomban, vagyis a német hadsereg elleni harcban való részvételéért kapta. 
Csak 1953-ig adományozták, de ezután is tovább viselhető volt. 1957 novemberében újraélesztették és 1958 áprilisáig újra adományozták.
A korai éveket kivéve uralkodó szimbóluma a vörös csillag volt. A kommunista rezsim bukása után hozott törvények alapján a Munkás-paraszt Hatalomért emlékéremmel együtt viselése tiltott. A kommunista rendszerhez kötődő más kitüntetések birtokosaitól eltérően azonban azok, akik a Magyar Szabadság érdemrendet 1948. december 31. előtt kapták (tehát a kommunista hatalomátvétel első teljes éve előtt), az egyes nyugdíjak felülvizsgálatáról, illetőleg egyes nyugdíj-kiegészítések megszüntetéséről szóló 1991. évi XII. törvény után is megtarthatták nyugdíj-kiegészítésüket, azzal azonos összegű pótlékként.

## Néhány ismert birtokosa
- Antallfy Gyula (1947)
- Bán Antal
- Bay Zoltán
- Gobbi Hilda (ezüst, 1947)
- Kiss István (rendőr)
- Maléter Pál
- Stockler Lajos (ezüst, 1947)
- Millok Sándor
- Münnich Ferenc
- Nagy Ferenc (ezüst, 1946)
- Nemes Dezső (ezüst, 1946)
- Ortutay Gyula (bronz, 1946 – ezüst, 1947)
- Pálinkás-Pallavicini Antal (bronz, 1948)
- Papp Béla (ezüst, 1946)
- Pécsi Ferenc
- Piros László (ezüst, 1947)
- Rajk László
- Rákosi Mátyás
- Szalay Sándor (antifasiszta ellenálló) (ezüst, 1946)
- Varga Béla (ezüst, 1946)
- Vas Zoltán (ezüst, 1946)